# Pieter-Jan Postma
Pieter-Jan Postma, né le 10 janvier 1982 à Heerenveen, est un marin néerlandais.

## Carrière
Lors des épreuves de Voile des Jeux olympiques de 2012, il participe au Finn.